# Castelo do Grand-Geroldseck
O Château du Grand-Geroldseck é um castelo medieval em ruínas situado na comuna de Haegen, no departamento de Bas-Rhin, Alsácia, na França. Foi listado como um monumento histórico pelo Ministério da Cultura da França em 1898.

## Descrição
A torre de menagem quadrada tem paredes com três metros de espessura, revestidas a pedra talhada. As caves da residência do senhor e a barbacã ainda são visíveis.